# Волосовець Леонід
Леоні́д Волосове́ць (псевдо — «Куля», «Максим», «Улас»), 6 грудня 1918, с. Озденіж Рожищенського р-ну Волинської обл. — 13 грудня 1945, с. Романів Луцького р-ну Волинської обл.) — Лицар Бронзового хреста заслуги УПА.

## Життєпис
Член ОУН із 1930-х рр. Культурно-освітній референт Іванчицького надрайону Луцького повіту ОУН (1937—1938), суспільно-політичний референт Луцької повітової екзекутиви ОУН (1938-?). 1.03.1939 р. арештований польською поліцією, однак невдовзі звільнений. Референт зв'язку Волинського обласного проводу ОУН (1943—1944). У 1944 р. пройшов підстаршинський вишкіл у Карпатах. Референт СБ Теремнівського районного проводу ОУН (кін. 1944 — ?). 12.02.1945 р. вдалося вирватися з Оржівської пастки НКВС, де він повідморожував руки та ноги. Одужавши очолив Луцький надрайонний провід ОУН (весна 1945 — 12.1945). Загинув у бою з агентурно-бойовою групою НКВС.

## Нагороди
- Згідно з Наказом Головного військового штабу УПА ч. 4/45 від 11.10.1945 р. керівник Луцького надрайонного проводу ОУН Леонід Волосовець — «Улас» відзначений Бронзовим хрестом заслуги УПА.

## Вшанування пам'яті
- 1.12.2017 р. від імені Координаційної ради з вшанування пам'яті нагороджених Лицарів ОУН і УПА у м. Луцьку Бронзовий хрест заслуги УПА (№ 040) переданий Наді Павловській, племінниці Леоніда Волосовця — «Уласа».
- Нагороди лицарів УПА отримали нащадки // http://rozhadm.gov.ua/1new/item/5017-nahorody-lytsariv-upa-otrymaly-nashchadky [Архівовано 27 лютого 2019 у Wayback Machine.].
- Нагороду УПА отримає уродженець села Озденіж // https://rozhyshche.rayon.in.ua/news/47857-nagorodu-upa-otrimae-urodzhenets-sela-ozdenizh
- Нагороди Лицарів УПА // http://volga.lutsk.ua/view/19332/0/0/